# Hans-Peter Martin
Hans-Peter Martin (* 11. August 1957 in Bregenz) ist ein österreichischer Journalist und Sachbuchautor. Er war 2004 Gründer der Partei Liste Dr. Martin und von 1999 bis 2014 Mitglied des Europäischen Parlaments.

## Journalistische Laufbahn
Martin studierte Rechts- und Politikwissenschaft an der Universität Wien und promovierte dort 1984 zum Dr. iur.
1978 arbeitete er als Hilfsarbeiter in der damals größten österreichischen Textilfabrik F. M. Hämmerle und verfasste darüber das Buch Nachtschicht. Eine Betriebsreportage. Die Firmenleitung intervenierte gegen die Verbreitung des Buches, doch in der Folge kam es zu vielen Verbesserungen im Unternehmen. Von 1978 bis 1980 war er Redakteur beim österreichischen Monatsmagazin Extrablatt, gemeinsam unter anderem mit Christoph Ransmayr und Peter Turrini.
1980 arbeitete er als Tellerwäscher eine Saison lang im Hotel Klosterbräu in Seefeld und schrieb darüber eine Artikelserie für das österreichische Magazin Profil. 1981 veröffentlichte er gemeinsam mit Kurt Langbein, Hans Weiss und Roland Werner das Enthüllungsbuch Gesunde Geschäfte. Die Praktiken der Pharmaindustrie. 1983 veröffentlichte er mit demselben Autorenteam den Medikamentenratgeber Bittere Pillen. Bereits damals arbeitete er für das deutsche Nachrichtenmagazin Der Spiegel. 1986 wurde er Redakteur, ab 1989 Südamerika-Korrespondent des Spiegel mit Sitz in Rio de Janeiro. 1996 wurde er Korrespondent in Wien und Prag.
1988 zählte Martin zu den Herausgebern der Satanischen Verse von Salman Rushdie.
1989 war er Mitautor des Kursbuch Gesundheit. Internationale Aufmerksamkeit erlangte er 1996 mit dem mit Harald Schumann verfassten globalisierungskritischen Sachbuchbestseller Die Globalisierungsfalle. Der Angriff auf Demokratie und Wohlstand. Das Buch wurde in 27 Sprachen übersetzt. 2009 verfasste Martin das Buch Die Europafalle. Das Ende von Demokratie und Wohlstand.
Der Verlag Penguin Random House veröffentlichte im September 2018 von Martin das Buch Game Over. Wohlstand für wenige, Demokratie für niemand, Nationalismus für alle – Und dann? Das Buch wurde auf die Shortlist für den Deutschen Wirtschaftsbuchpreis 2018 gesetzt.
Seit 2018 arbeitet Martin für die deutsche Tageszeitung taz. Er schreibt in seinem Blog Game Over über politische, soziale und kulturelle Themen. In internationalen Medien und in Vorträgen kommentiert er aktuelle Ereignisse, etwa in der österreichischen Tageszeitung Kurier und über Italien.
2022 erschien das Buch Mi subers Ländle, in dem Martin seine Erfahrungen und die Folgen seiner Arbeit als Hilfsarbeiter ausführlich darlegte.
Martin lebt in Lech am Arlberg und in Venedig.
Von 1996 bis 1999 saß Martin im Aufsichtsrat von Greenpeace Deutschland, 1997 wurde er Mitglied des Club of Rome. Er erhielt 1980 den „Karl Renner“-Förderungspreis für Publizistik und im Jahr 1997 den Bruno-Kreisky-Preis für das politische Buch.

## Rezeption
Zahlreiche Bücher von Martin sorgten für intensive Diskussionen. Bittere Pillen nannte Der Spiegel „die Bibel zur Verhinderung von Arzneimittelmissbrauch“. Die Globalisierungsfalle bezeichnete Die Zeit als „das Sachbuch aller Sachbücher“, die Süddeutsche Zeitung nannte es das „vielleicht wichtigste Buch des Jahres“. Game Over nannte Die Zeit „eine intelligente Fortschreibung, dass die Menschheit tatsächlich in die Globalisierungsfalle getapert ist“ und „anregend streitbar... für hoffentlich hitzige Diskussionen, die uns über das Thema bevorstehen“.

## Politische Laufbahn
Martin war von 1999 bis 2014 ununterbrochen Mitglied des Europäischen Parlaments.

### Europawahl 1999
Aufgrund seiner Bekanntheit als EU- und Globalisierungskritiker wählte die Sozialdemokratische Partei Österreichs Martin für die Europawahl 1999 zum parteilosen Spitzenkandidaten, wodurch Martin im selben Jahr Mitglied des Europäischen Parlaments (MdEP) wurde. Er trat der Partei auch danach nicht bei. 2004 verließ er die SPE-Fraktion und war danach fraktionsloser Abgeordneter im Europäischen Parlament.

### Spesenskandal im EU-Parlament 2004
Europaweit bekannt wurde Hans-Peter Martin im März 2004 dadurch, dass er seinen Parlamentarierkollegen Korruption und Bereicherung durch unredliche Spesen- und Reisekostenabrechnungen vorwarf. Er filmte Parlamentarier, wie sie sich in Tagegeldlisten eintrugen, aber den Sitzungsort direkt danach wieder verließen. Martin erklärte, er habe 7200 Fälle registriert, in denen Abgeordnete aus allen Parteien ungerechtfertigt Sitzungstagegelder kassiert hätten. Er veröffentlichte eine Liste mit den Namen von 57 deutschen Parlamentariern, die laut Martin alle zu Unrecht Tagegelder kassiert hatten.
Das deutsche Magazin Stern-TV unter der Leitung von Günther Jauch strahlte zahlreiche Ausschnitte aus den von Hans-Peter Martin gemachten Aufnahmen aus und Martins Korruptionsanzeigen an das Europäische Amt für Betrugsbekämpfung (OLAF) wurden veröffentlicht. Kurz darauf wurde eine Razzia im Büro von Hans-Martin Tillack, dem damaligen Brüssel-Korrespondenten des Nachrichtenmagazins Stern durchgeführt und Unterlagen konfisziert. Die New York Times berichtete über Martins Enthüllungen auf der Titelseite.
In einer gemeinsamen Pressekonferenz der Vorsitzenden aller Fraktionen des Europäischen Parlaments bezeichnete der CDU-Politiker Hans-Gert Pöttering die Äußerungen Martins als unhaltbar und ungerechtfertigt: Zwar werde eine Reform der Regelung von Bezügen für EU-Parlamentarier von vielen begrüßt, doch besonders das öffentliche Vorgehen Martins stoße auf einhellige Ablehnung. Der damalige Präsident des Europäischen Parlaments Pat Cox hätte eine interne Behandlung begrüßt. Hans-Peter Martin wurde dabei vorgeworfen, „umstrittene Aufdeckermethoden“ zu nutzen, Europaparlamentarier verfolgt, beschattet und verdeckt gefilmt zu haben, um deren angeblichen Missbrauch zu beweisen.

### Europawahl 2004
Bei der Europawahl 2004 kandidierte Hans-Peter Martin in Österreich für die von ihm dafür neu gegründete Liste Dr. Martin. Mit 14,04 Prozent der Stimmen wurde die Liste drittstärkste Kraft hinter SPÖ und ÖVP. Damit gewann die Liste zwei der 18 österreichischen Sitze im Europäischen Parlament. Neben Martin zog so noch Karin Resetarits, eine ehemalige Moderatorin des ORF, mit ins Parlament ein. Resetarits verließ allerdings 2005 nach Streitigkeiten mit Martin die Liste, um sich der liberalen Fraktion ALDE anzuschließen.

### Nationalratswahl 2006
Am 29. Juli 2006 kündigte Martin ein Antreten mit einer Bürgerliste – der Liste Dr. Martin – bei der Nationalratswahl 2006 an. Binnen drei Wochen konnte die Bürgerliste 8311 Unterstützungserklärungen sammeln, was das Antreten bei den Wahlen ermöglichte. Die Liste Martin erreichte jedoch nur 2,80 % der Stimmen, womit sie an der Vier-Prozent-Hürde für den Nationalratseinzug scheiterte.
Wegen „zweckentsprechender, aber regelwidriger“ Verwendung von Sekretariatszulagen für Mitarbeiter übermittelte OLAF im September 2006 einen Untersuchungsbericht an die Staatsanwaltschaft Wien. Die Vorerhebungen der Staatsanwaltschaft Wien wurden im November 2007 eingestellt und das Verfahren zurückgewiesen, da eine zweckwidrige Verwendung der Zulagen nicht nachgewiesen werden konnte. Martin machte Formfehler für die Anschuldigungen verantwortlich. Der Generalsekretär des Europäischen Parlaments verlangte trotzdem von Martin eine Rückzahlung von Teilen der ausgezahlten Sekretariatszulagen für Mitarbeiter in Höhe von 163.381 Euro. Eine Klage Martins gegen diese Entscheidung wurde vom Europäischen Gerichtshof abgewiesen.

### Europawahl 2009
Bei der Europawahl in Österreich 2009 erreichte die Liste Martin 17,7 % der abgegebenen Stimmen und damit drei Mandate. Besonders die große Zustimmung für die Liste unter Lesern der Kronenzeitung war Gegenstand öffentlicher Debatten in Österreich. Martin hatte in dieser eine vergleichsweise große Präsenz, was unter anderem einige führende Kommunikationswissenschaftler als Grund für seinen Wahlerfolg sahen. Neben ihm zogen noch die Listendritte Angelika Werthmann und der Listenvierte Martin Ehrenhauser ins Europäische Parlament ein. Mit dem Wahlerfolg der Liste Martin wird das bei der EU-Wahl 2009 überraschend schlechte Abschneiden rechtspopulistischer Parteien wie der FPÖ und des BZÖ erklärt.

#### Parlamentstätigkeit
Martin beschäftigte sich im Parlament vor allem mit Finanz- und Wirtschaftsthemen und erlangte im Februar 2010 Aufmerksamkeit, weil er schon früh eine volle Aufklärung der Finanzlage Griechenlands forderte. Im April 2009 hat Martin sein neuestes Buch Die Europafalle. Das Ende von Demokratie und Wohlstand veröffentlicht.
Während seiner Laufbahn hat sich Martin vielmals kritisch gegenüber Lobbyismus geäußert, so zum Beispiel in der Europafalle.
Seit seinem ersten Mandat im Jahr 1999 war Martin in sieben verschiedenen Parlamentsausschüssen und sechs Parlamentsdelegationen aktiv. In der Legislaturperiode 2009 bis 2014 war er Mitglied des Ausschusses für Wirtschaft und Währung und war Mitglied des zeitlich beschränkten Sonderausschuss zur Finanz-, Wirtschafts- und Sozialkrise. Zusätzlich war er Mitglied der Delegation für die Beziehungen zur Volksrepublik China, in der er sich für Menschenrechte einsetzt und als Energie- und Umweltexperte gilt. Er war ebenfalls Stellvertreter im Ausschuss für Kultur und Bildung sowie für die Delegation für die Beziehungen zu den Vereinigten Staaten.
Er war Berichterstatter einiger Parlamentsberichte, zuletzt für den Wirtschafts- und Währungsausschuss. Unter anderem beeinflusste er die Gestaltung der Euro-Banknoten und forderte die EU-Kommission auf, eine Folgenabschätzung für eine mögliche Einführung von Ein- und Zwei-Euro-Scheinen durchzuführen.

#### Austritt Werthmanns
Angelika Werthmann sollte ursprünglich ihr Mandat nur die halbe Mandatszeit ausüben und es dann an den Listenzweiten Robert Sabitzer abtreten, allerdings trat Werthmann bereits 2010 nach Meinungsverschiedenheiten mit Martin aus der Partei aus – nach ihren Aussagen ging der Konflikt unter anderem um den Verbleib von Geldern der Wahlkampfkostenrückerstattung.

#### Austritt Ehrenhausers und Parteigeld-Anschuldigungen
Im April 2011 trat auch Martin Ehrenhauser aus der Parlamentsgruppe aus, warf Martin „nicht nachvollziehbare Finanzgebaren“ vor und erstattete Anzeige bei der Staatsanwaltschaft Wien. Martin bezeichnete Ehrenhausers Anschuldigungen als „falsch und rufschädigend“ und kündigte seinerseits an, dass er bei OLAF Anzeige gegen Ehrenhauser wegen „missbräuchlicher Verwendung von EU-Geldern“ eingereicht habe. Außerdem wolle er gegen Ehrenhauser Klage wegen Einbruchs in sein E-Mail-System einreichen.
Der Vorwurf Ehrenhausers lautete, Martin habe bei der Europawahl 2009 rund 950.000 Euro staatliche Wahlkampfgelder für falsche oder private Zwecke verwendet. Nach einer Anfrage der Staatsanwaltschaft Wien stimmte im September 2011 das EU-Parlament für die Aufhebung der Immunität Martins, was nötig war, um der Wiener Staatsanwaltschaft eine Untersuchung zu ermöglichen. Die Oberstaatsanwaltschaft Wien stellte im Januar 2015 die Ermittlungen gegen Hans-Peter Martin ein.

#### Ausstieg aus der Politik
Insgesamt verstand sich Martin stets als „Prellbock gegen rechts“. Ende März 2014 gab Martin bekannt, nicht mehr für die Europawahl 2014 zu kandidieren und sich mit Ende der Legislaturperiode aus der Politik zurückzuziehen. Die Entscheidung begründete er in der Wiener Wochenzeitung Falter damit, dass „zu viele Mächtige in Österreich [...] keine echt unabhängige Person in der Politik“ wollten und „der Sog hin zur rechtsradikalen FPÖ [...] beängstigend stark“ sei. Er sehe deshalb „keine sinnvolle Möglichkeit mehr, diesem gefährlichen Rechtsruck ausreichend entgegen treten zu können“ und konstatierte eine „beängstigende Sehnsucht nach einem neuen Heil-Hitler-Gefühl.“ In Zukunft werde er zum Journalismus und zum Bücherschreiben zurückkehren.

## Atom- und Lobbyticker
Am 11. März 2012 veröffentlichte Martin eine Webseite, auf der er Informationen über den Lobbyismus der Atomindustrie öffentlich macht. Ab April 2011 sammelte Martin Beeinflussungsversuche von Lobbyisten auf seiner Homepage. Martin war in 24 Monaten 1427 Beeinflussungsversuchen von Lobbyisten ausgesetzt.

## Publikationen
- Game Over. Wohlstand für wenige, Demokratie für niemand, Nationalismus für alle – und dann?, Penguin Verlag (Random House Bertelsmann), München 2018, ISBN 978-3-328-60023-7; mehrere Auflagen.
- Die Europafalle. Das Ende von Demokratie und Wohlstand, Piper Verlag, München 2009; ISBN 978-3-492-04671-8; mehrere Auflagen.
- Wollen täten's schon dürfen: wie Politik in Österreich gemacht wird (Herausgeber), Deuticke, Wien / Frankfurt am Main 2003 (Illustrationen von Gerhard Haderer), ISBN 978-3-216-30721-7
- Die Globalisierungsfalle. Der Angriff auf Demokratie und Wohlstand. Rowohlt 1996; 1997; 1998; 1999; 2000. 351 S. (mit Harald Schumann), ISBN 3-499-60450-7; Gesamtauflage 2 Millionen Exemplare.
- Kursbuch Gesundheit. Gesundheit und Wohlbefinden. Symptome und Beschwerden. Krankheiten. Untersuchung und Behandlung, Kiepenheuer & Witsch, Köln 1989; 1995; 2001; 2006. 1000 S. ISBN 978-3-462-03016-7; Gesamtauflage mehr als 1,3 Millionen Exemplare.
- Gesunde Geschäfte: Die Praktiken der Pharma-Industrie, Kiepenheuer & Witsch, 1984, ISBN 978-3-462-01448-8
- Tägliches Gift: Die Gefahren chemischer Mittel im Hausgebrauch, Falter-Verlags-Gesellschaft, Wien 1985
- Bittere Pillen. Nutzen und Risiken von Arzneimitteln (mit Hans Weiss, Kurt Langbein und Roland Werner). Kiepenheuer & Witsch, Köln 1983; 2018. ISBN 3-462-03467-7; Gesamtauflage mehr als 3 Millionen Exemplare (Platz 1 der Spiegel-Bestsellerliste vom 3. Oktober 1983 bis zum 8. Januar 1984 und vom 16. Januar bis zum 16. September 1984)
- Nachtschicht. Eine Betriebsreportage, Sensen-Verlag, Wien 1979; ISBN 3-900130-57-4[48]